# Hamadryas argentea
Hamadryas argentea (tiếng Anh thường gọi là Silvery Buttercup) là một loài thực vật thuộc họ Ranunculaceae. Đây là loài đặc hữu của quần đảo Falkland. Môi trường sống tự nhiên của chúng là vùng cây bụi ôn đới, vùng đồng cỏ ôn đới, và vùng bờ biển nhiều đá.